# 阿尔扎诺 (菲尼斯泰尔省)
阿尔扎诺（法語：Arzano，法語發音：[aʁzano]）是法国菲尼斯泰尔省的一个市镇，属于坎佩尔区。

## 地理
阿尔扎诺（47°54'4"N, 3°26'25"W）面积34.04 平方千米，位于法国布列塔尼大區菲尼斯泰尔省，该省份为法国最西部的省份，位于布列塔尼半岛西部，北西南三面环大西洋，东临阿摩尔滨海省和莫尔比昂省。
与阿尔扎诺接壤的市镇（或旧市镇、城区）包括：克莱盖尔、蓬斯科夫、普卢艾、吉利戈马尔克、洛屈诺莱、雷代内、特雷梅旺。

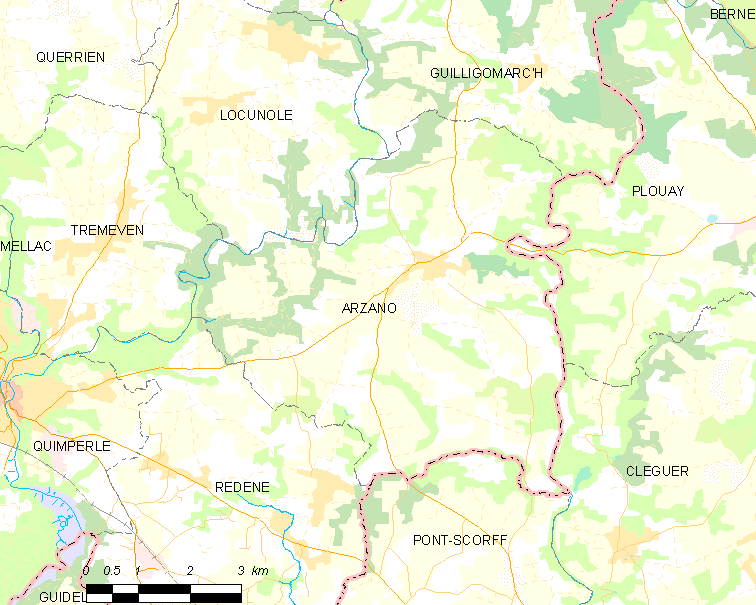
的OSM定位图

阿尔扎诺的时区为UTC+01:00、UTC+02:00（夏令时）。

## 行政
阿尔扎诺的邮政编码为29300，INSEE市镇编码为29002。

## 政治
阿尔扎诺所属的省级选区为坎佩莱县。

## 人口

1962-2008年间人口变化图示

阿尔扎诺于2022年1月1日时的人口数量为1440人。